# Nūr-e Soflá
Nūr-e Soflá (persiska: نور سفلی) är en ort i Iran.   Den ligger i provinsen Kermanshah, i den västra delen av landet, 400 km väster om huvudstaden Teheran. Nūr-e Soflá ligger 1 524 meter över havet och antalet invånare är 141.
Terrängen runt Nūr-e Soflá är kuperad åt sydost, men åt nordväst är den platt. Runt Nūr-e Soflá är det ganska tätbefolkat, med 139 invånare per kvadratkilometer. Närmaste större samhälle är Sarāb-e Sar Fīrūzābād, 7,8 km öster om Nūr-e Soflá. Trakten runt Nūr-e Soflá består till största delen av jordbruksmark.